# Aporum vanhulstijnii
Aporum vanhulstijnii é uma espécie de orquídea epífita de hábito pendente e flores pequenas, que habita Sula, Ilhas Molucas.